# دهستان دودراء
دودراء، دهستانی از توابع بخش رودشت شهرستان لردگان در استان چهارمحال و بختیاری ایران است.

## جمعیت
به دلیل اینکه این دهستان در تقسیم‌بندی‌های جدید شهرستان لردگان ایجاد شده آمار دقیقی از جمعیت آن در دسترس نمی‌باشد.

## روستاها

### لیست روستاهای دهستان دودراء
- مأمور
- آبزاء دودراء
- آبکلایه یک
- آبکلایه دو
- آبلاران
- احمدآباد
- اینگک دودراء
- باغ قلندر
- چاه‌گاه
- چل بردی
- چلمانگاسیون ‌علیا
- چلمانگاسیون سفلی
- چیلته دودراء
- حاجی‌ آباد
- ده زیر دودراء
- ده کهنه امامزاده
- سرتنگ گهراب
- تنگ گهراب
- ساطه‌ حسنی
- ساطه باميری
- سرزگاه
- گاوکار
- طلینه دودراء
- عدوک
- غربا
- فاریاب دودراء
- گندم‌زار دودراء
- گورون دودراء
- مل سفید
- میان قلعه
- هفت چشمه